# Sean Hayes
Sean Patrick Hayes (* 26. června 1970 Glen Ellyn, Illinois, USA) je americký převážně televizní herec, bavič, hudebník a producent, známý zejména jako Jack McFarland z komediálního seriálu Will a Grace (1998–2006).
První filmovou roli získal v nezávislém romantické komedii z prostředí gayů Billy's Hollywood Screen Kiss (1998). Poté následoval úspěch v postavě afektovaného gaye Jacka McFarlanda v sitcomu televize NBC Will a Grace, který se vysílal až do roku 2006. Za tuto roli získal Hayes cenu Emmy za rok 2000 a řadu dalších ocenění či nominací. V roce 2007 se objevil po boku Jacka Nicholsona a Morgana Freemana ve filmu Než si pro nás přijde. V letech 2013 a 2014 vystupoval v titulní úloze seriálu NBC Sean Saves the World.
I s ohledem na jeho herecké začátky nepřekvapilo, když v březnu 2010 v rozhovoru pro časopis The Advocate veřejně potvrdil vlastní homosexuální orientaci. Po osmiletém vztahu s partnerem Scottem Icenoglem uzavřel v listopadu 2014 manželský svazek.

## Filmografie

### Film
| Rok  | Název                                                | Role                              | Poznámky |
| ---- | ---------------------------------------------------- | --------------------------------- | -------- |
| 1996 | A&P                                                  | Sammy                             |          |
| 1998 | Billy's Hollywood Screen Kiss                        | Billy Collier                     |          |
| 2000 | Buzz Lightyear of Star Command: The Adventure Begins | Brain Pod #13 (hlas)              |          |
| 2001 | Jako kočky a psi                                     | pan Tinkles (hlas)                |          |
| 2003 | Večeře s April                                       | Wayne                             |          |
| 2003 | Kocour                                               | pan Hank Humberfloob/ ryba (hlas) |          |
| 2004 | Rande s celebritou                                   | Richard Levy                      |          |
| 2005 | Roberto the Insect Architect                         | Narrator                          |          |
| 2007 | Než si pro nás přijde                                | Matthew                           |          |
| 2008 | Man Stroke Woman                                     | různé postavy                     |          |
| 2008 | V rytmu soulu                                        | Danny Epstein                     |          |
| 2008 | Igor                                                 | Brain (hlas)                      |          |
| 2010 | Jako kočky a psi: Pomsta prohnané Kitty              | pan Tinkles (hlas)                |          |
| 2012 | Tři moulové                                          | Larry Fine                        |          |
| 2012 | Hit and Run                                          | Sandy Osterman                    |          |
| 2013 | Univerzita pro příšerky                              | Terri Perry (hlas)                |          |
| 2014 | How Murray Saved Christmas                           | Edison (hlas)                     |          |
| 2017 | Emoji ve filmu                                       | Steven (hlas)                     |          |

### Televize
| Rok                   | Název                                | Role                 | Poznámky                                                        |
| --------------------- | ------------------------------------ | -------------------- | --------------------------------------------------------------- |
| 1996                  | Policie z Palm Beach                 | Roger                | díl: „Services Rendered“                                        |
| 1998–2006, 2017–dosud | Will a Grace                         | Jack McFarland       | hlavní role, 188 dílů                                           |
| 2001                  | Scrubs: Doktůrci                     | Nick Murdoch         | díl: „Mé super-ego“                                             |
| 2001                  | Saturday Night Live                  | sám sebe/moderátor   | díl: „Sean Hayes/Shaggy“                                        |
| 2002                  | Martin a Lewis                       | Jerry Lewis          | TV film                                                         |
| 2006                  | Tom Goes to the Mayor                | průvodce             | díl: „Bass Fest“                                                |
| 2006                  | Lovespring International             | Victor               | díl: „A Rear Window“                                            |
| 2006                  | Will & Grace: Say Goodnight Gracie   | Jack McFarland       | TV film                                                         |
| 2006–2007             | Campus Ladies                        | Marshall             | 2 díly                                                          |
| 2007                  | Studio 30 Rock                       | Jesse Parcell        | díl: „Přestávka“                                                |
| 2010                  | Cena Tony                            | sám sebe/moderátor   |                                                                 |
| 2010–2015             | Nouzové přistání                     | Chad                 | díl: „One Thing or a Mother“, také výkonný producent (124 dílů) |
| 2011–2017             | Grimm                                |                      | výkonný producent, 108 dílů                                     |
| 2012–2016             | The Soul Man                         |                      | výkonný producent, 11 dílů                                      |
| 2012                  | Portlandia                           | Sean                 | díl: „Cops Redesign“                                            |
| 2012                  | Parks and Recreation                 | Buddy Wood           | díl: „Lucky“                                                    |
| 2012                  | Up All Night                         | Walter               | 4 díly                                                          |
| 2013                  | Smash                                | Terrence Falls       | 3 díly                                                          |
| 2013                  | Americký táta                        | Foster (hlas)        | díl: „Lost in Space“                                            |
| 2013–2014             | Sean Saves the World                 | Sean Harrison        | 15 dílů, také výkonný producent                                 |
| 2013–dosud            | Hollywood Game Night                 | sám sebe             | také tvůrce a výkonný producent                                 |
| 2014                  | Millerovi                            | Kip Finkle           | 11 dílů                                                         |
| 2014                  | Návrat na výsluní                    | sám sebe             | díl: „Valerie Gets What She Really Wants“                       |
| 2015                  | The Late Late Show                   | sám sebe/moderátor   | 3 díly                                                          |
| 2016                  | Crowded                              |                      | výkonný producent, 13 dílů                                      |
| 2016                  | Maya & Marty                         | sám sebe             | 2 díly                                                          |
| 2016                  | An All Star Tribute to James Burrows | sám sebe/moderátor   | TV speciál, také výkonný producent                              |
| 2016                  | Hairspray Live!                      | pan Pinky            |                                                                 |
| 2017                  | Na vlásku: Seriál                    | Pete, strážce (hlas) | 15 dílů                                                         |

### Divadlo
| Rok       | Název              | Role         | Poznámky       |
| --------- | ------------------ | ------------ | -------------- |
| 2008      | Damn Yankees       | Applegate    | mimo-Broadway  |
| 2010–2011 | Promises, Promises | Chuck Baxter | Broadway       |
| 2015      | An Act of God      | God          | americké turné |
| 2016      | An Act of God      | God          | Broadway       |